# Bułat (broń)

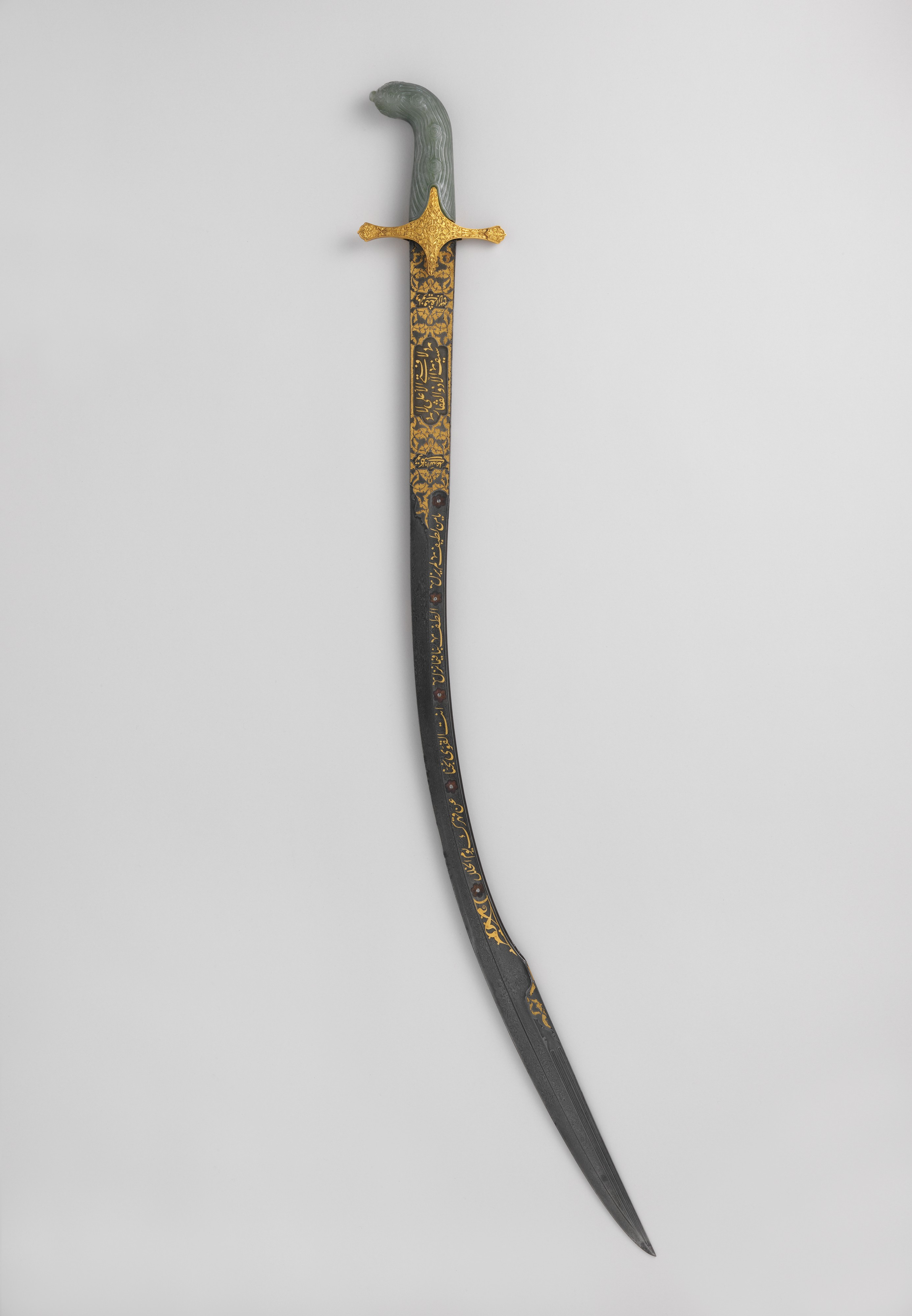
Bułat

Bułat (tur. z pers. پولاد pūlād – stal) – rodzaj szabli orientalnej z głownią o charakterystycznym szerokim piórze, rozszerzającym się ku sztychowi. Głownie bułatów wykonywano zazwyczaj z bardzo dobrej jakości stali damasceńskiej (zwanej też bułatową).
Używana w Polsce oraz na Bliskim Wschodzie m.in. przez janczarów. Nazwą tą określano w dawnej Polsce także stal damasceńską. W Turcji pod tą nazwą znana jest także pala.